# Omega Cassiopeiae
Omega Cassiopeiae (ω Cas / 46 Cas) es una estrella en la constelación de Casiopea de magnitud aparente +4,97.
Se encuentra a 699 años luz de distancia del sistema solar.

## Características
Omega Cassiopeiae está catalogada como una gigante azul de tipo espectral B5III, también clasificada como B7III.
Tiene una temperatura efectiva de 12.860 K y una luminosidad 817 veces mayor que la luminosidad del Sol.
Con un radio 5,8 veces más grande que el radio solar, gira sobre sí misma con una velocidad de rotación proyectada de 35 km/s.
Ello conlleva que su período de rotación no supera los 5,3 días.
Su masa se cifra entre las 4,5 y las 4,7 masas solares y, según algunos autores, más que una verdadera gigante probablemente es una subgigante de unos 100 millones de años de edad.
Omega Casssiopeiae es una estrella empobrecida en helio —o estrella Bw, como α Sculptoris— pero enriquecida en estroncio.
Su atmósfera estelar, en relativo reposo, propicia que algunos elementos asciendan a la superficie por radiación y otros se hundan en el interior por la gravedad.

## Sistema binario
Omega Casssiopeiae es una estrella binaria cuya acompañante ha podido ser detectada mediante espectroscopía.
Su período orbital es de 69,92 días.
Asumiendo que dicha acompañante es una estrella de baja masa, su separación media respecto a la estrella azul es de 0,55 UA, siendo la órbita relativamente excéntrica.